# 453 f.Kr.
| 453 f.Kr.          |
| ------------------ |
| Dødsfald - Fødsler |

## Begivenheder

### Grækenland
- Perikles, Athens hersker, belønner alle de af Athens borgere som tjener som jury på Heliaia (Athens højesteret).
- Perikles erklærer at Det Deliske Søforbunds finanser i Delos ikke er sikret mod det persiske rige, og får skattekammeret flyttet til Athens, og styrker dermed Athens magt over forbundet.
- Achaea, på den sydlige del af Korintbugten, bliver en del af det Athenske rige. Det Deliske Søforbund havde ændret sig fra en alliance til et kejserrige som blev klart kontrolleret fra Athen.

### Kina
- Taiyuan i Kina oversvømmes.